# Dactylorhiza hatagirea
Dactylorhiza hatagirea là một loài thực vật có hoa trong họ Lan. Loài này được (D.Don) Soó mô tả khoa học đầu tiên năm 1962.